# Pholcus yichengicus
Pholcus yichengicus är en spindelart som beskrevs av Zhu, Tu och Shi 1986. Pholcus yichengicus ingår i släktet Pholcus och familjen dallerspindlar. Inga underarter finns listade i Catalogue of Life.